# Skummeslövs kyrka
Skummeslövs kyrka är en kyrkobyggnad som tillhör Skummeslövs församling i Göteborgs stift. Den ligger i kyrkbyn Skottorp i Laholms kommun.

## Kyrkobyggnaden
Kyrkan är en av Hallands äldsta och bäst bevarade medeltida kyrkor. Den ligger på ett gammalt fornminnes- och kultområde med spår av kontinuerlig bebyggelse från stenåldern, bronsåldern, järnåldern och vikingatiden och missionstiden på 800-talet. Den vitputsade stenkyrkan från 1100-talet i romansk stil har långhus med rundat avslutat kor och absid. Den medeltida planen och intrycket är väl bibehållna och interiören har endast marginellt påverkats av sentida ändringar. Kyrkorummet har välvt tak och triumfbåge mellan långhuset och koret.
Kyrktornet i väster har tillkommit senare. Det har samma bredd som långhuset och hade från början trappstegsgavlar, men fick 1774 huv, en åttakantig lanternin och spira. I tornets nedre våning finns kryssvalv av tegel medan påbyggnaden är av trä. 
Alla gravkamrarna under kyrkans golv finns kvar. Känt till namnet är den danska ätten Brahes gravkammare med en bevarad gravsten med så kallad munktext från 1416. Släkten Brahe ägde herrgården Rännenäs.

## Kyrkogården
I kyrkogårdsmuren finns skift av medeltida murtegel samt munk- och nunnetegel. Det finns två stora gravhällar från 1865 och 1883. I den nyare västra delen av kyrkogården finns ett modernt gravkapell.   

## Inventarier
- Dopfunten i tre delar är från omkring sekelskiftet 1200 och 111 cm hög. Cuppan är av mörk granit och fyrkantig men nedåt övergående i rund form. En vulstskiva är också utförd i mörk granit, medan den tärningsformade foten är av röd granit. Ornamentik saknas och centralt finns ett stort uttömningshål. Funten är mycket välbevarad.[1]
- En ny predikstol, men med delar bland annat från en stol från 1600-talet från Östra Karups kyrka, uppsattes 1943 och kompletterades 1946 med en baldakin, tillverkad av Erik Nilsson, Harplinge.
- Altaret har ett snidat altarskåp, som är en kopia av kyrkans medeltida altarskåp vilket såldes 1869.
- Brudbänk i rokoko är från 1771 och har restaurerats 1950 av Erik Sköld, Halmstad.
- Kyrkan har flera träskulpturer däribland en Mariaskulptur från 1300-talets första del[2].
- Tre ljuskronor av mässing hänger över kyrkorummets mittgång.
- Ett medeltida altarskåp skuret i ek förvaras sedan 1913 på Lunds universitets historiska museum. Det är daterat till tidigt 1500-tal. De bevarade delarna är placerade i ett sentida enkelt skåp. Corpus är skuren i låg relief och visar en pågående mässa. Påven Gregorius håller mässan. Kristus uppenbarar sig på altarbordet. På sidorna finns fem apostlar bevarade[2].
- Storklockan är gjuten 1460 och helgad åt jungfru Maria. Lillklockan, en före detta skeppsklocka, är från 1771.

### Orgel
- 1846 byggde Johan Niklas Söderling, Göteborg en orgel med 7 stämmor.
- 1937 byggde Th Frobenius & Co, Lyngby, Danmark en pneumatisk orgel. Den har fria och fasta kombinationer.

| Manual I      | Manual II       | Pedal      | Koppel |
| Principal 8´  | Rörflöjt 8´     | Subbas 16´ | I/P    |
| Gedackt 8´    | Gemshorn 4´     | Gedackt 8´ | II/P   |
| Oktava 4'     | Blockflöjt 2'   |            | II/I   |
| Täckflöjt 4'  | Kvartian 1 1/3' |            |        |
| Nasard 2 2/3' |                 |            |        |
| Oktava 2'     |                 |            |        |
| Mixtur 3 chor |                 |            |        |

- Nuvarande orgel byggdes 1846 av Johan Nikolaus Söderling och byggdes om 1958.

## Bilder

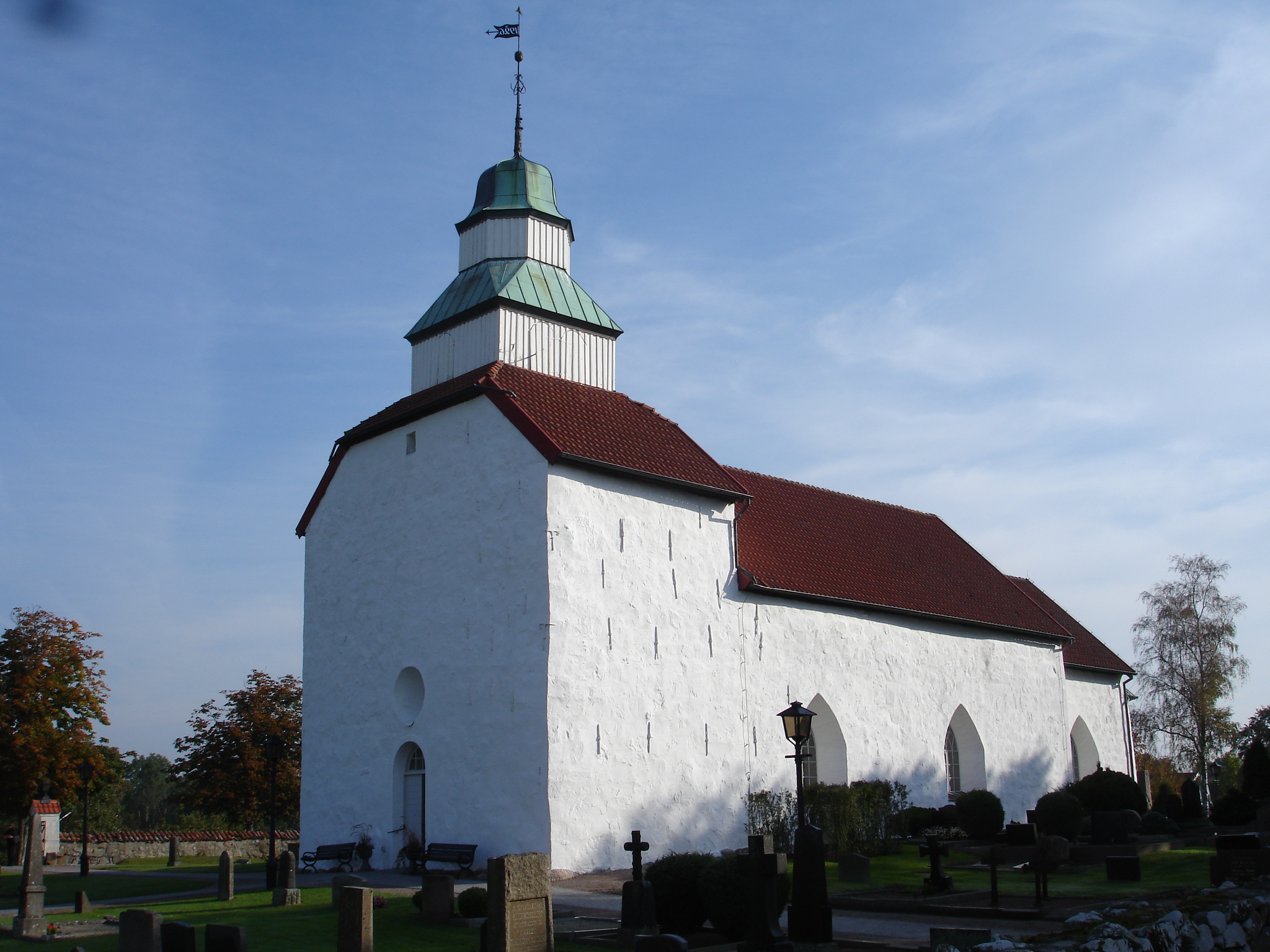
Exteriör
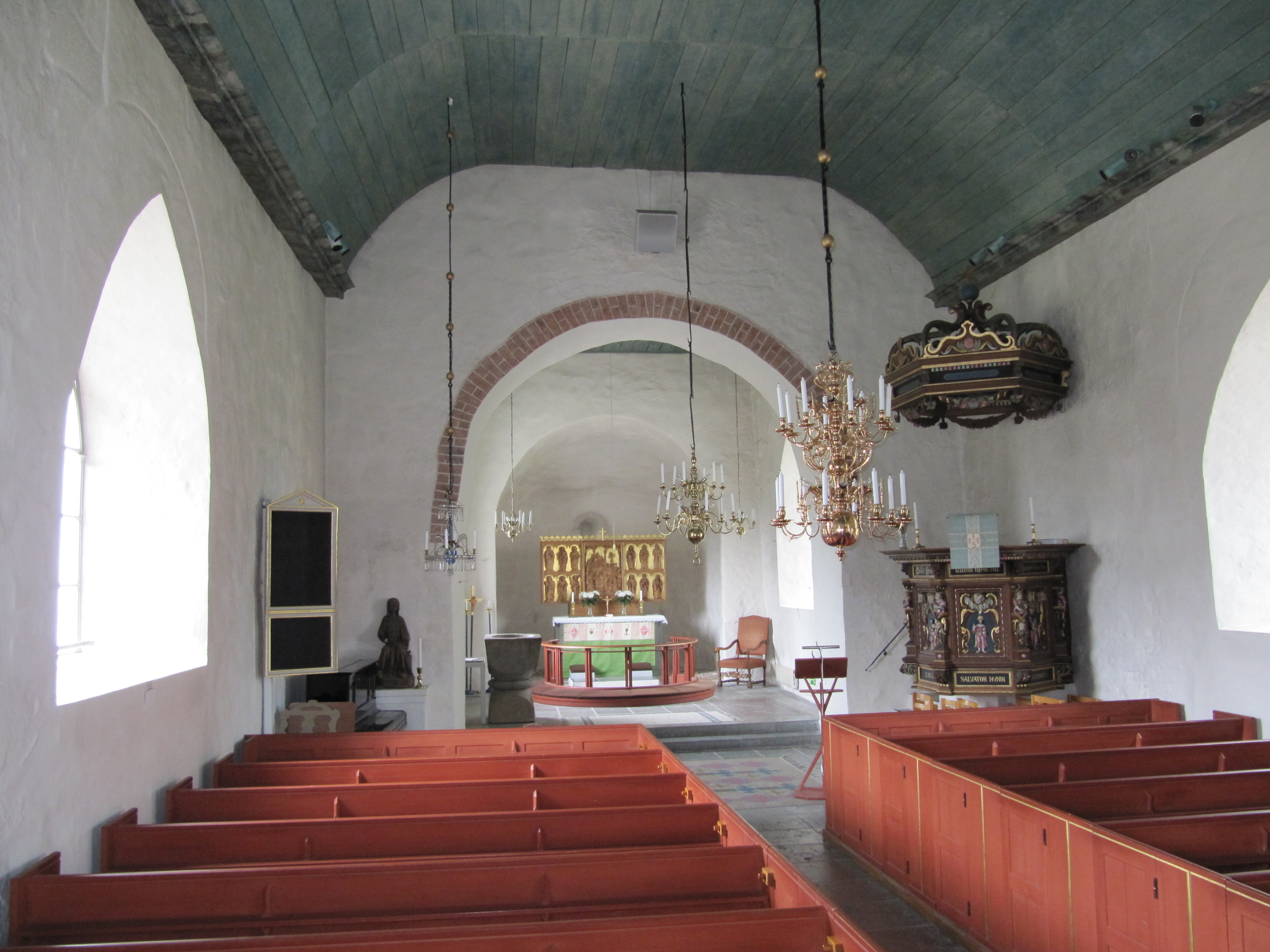
Interiör mot koret med triumfbågen
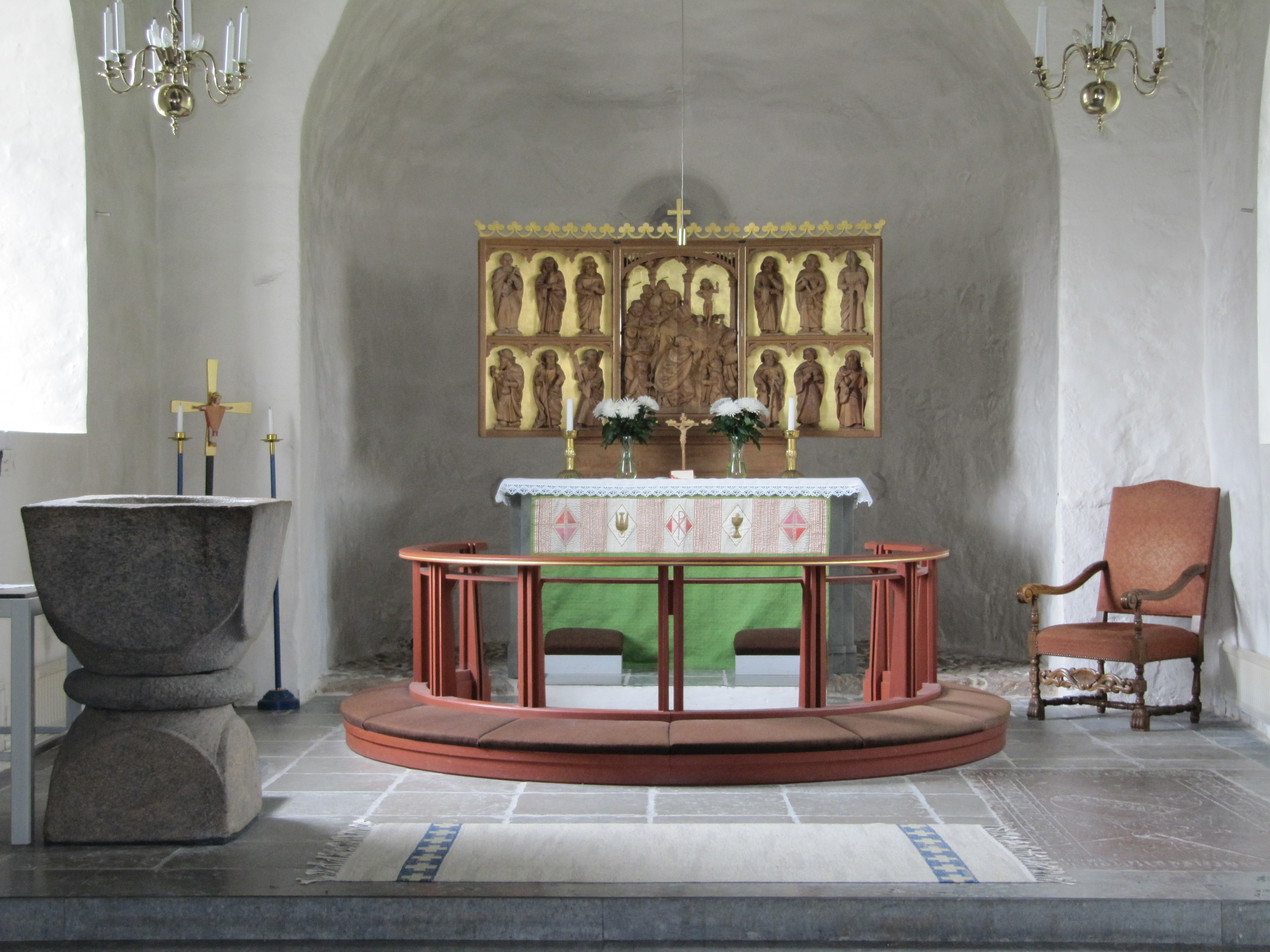
Koret
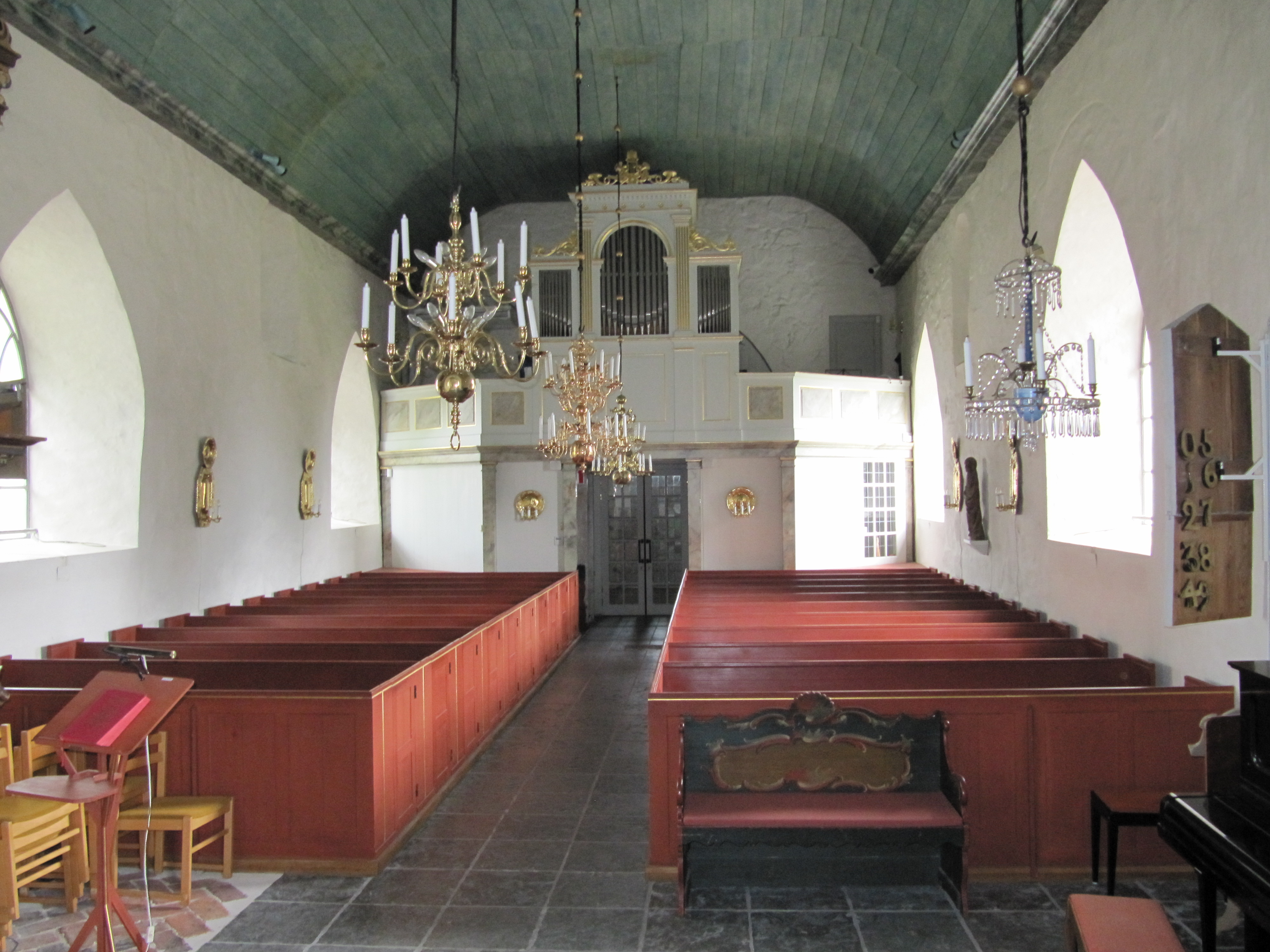
Interiör mot orgelläktaren
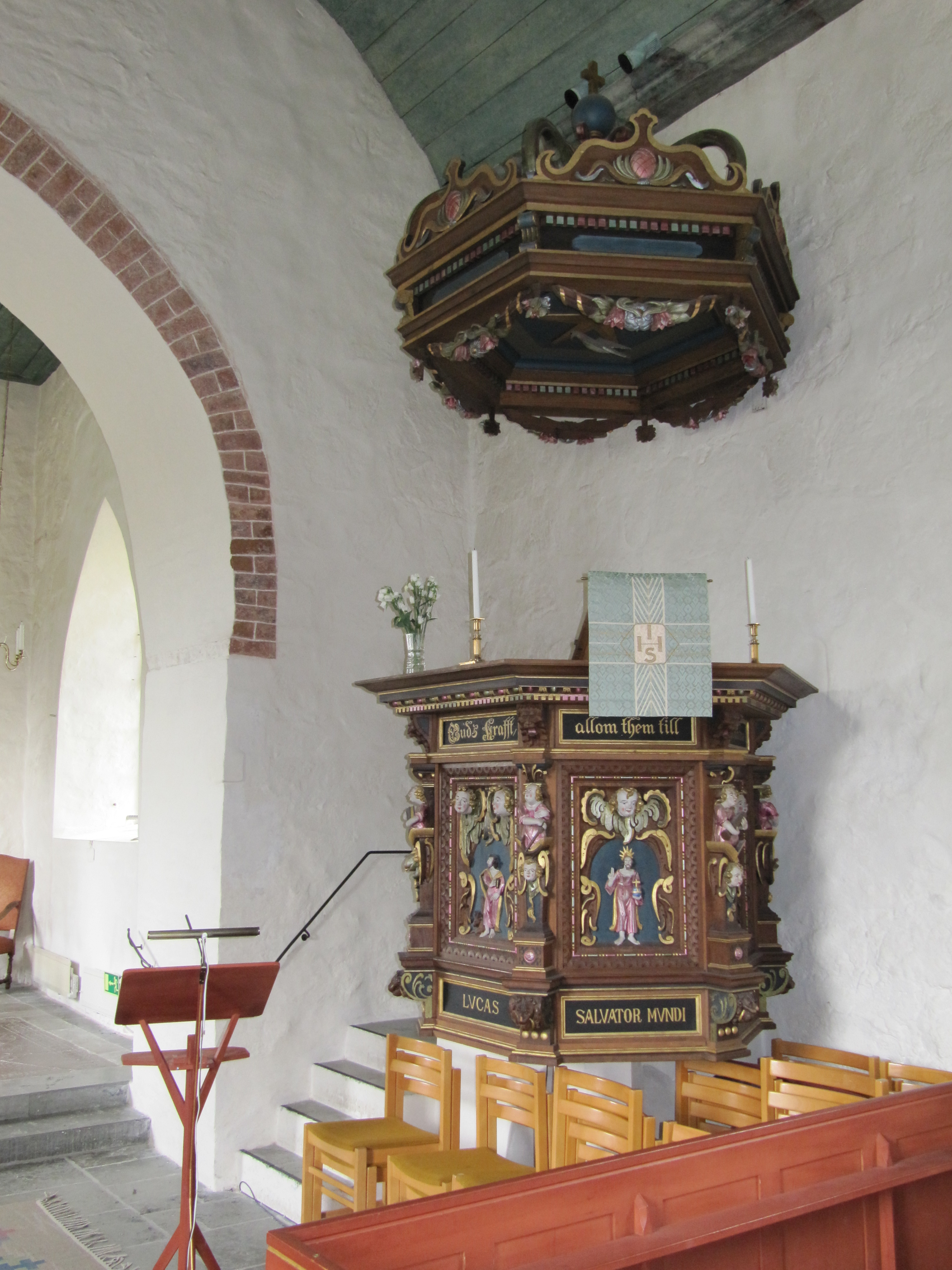
Predikstolen
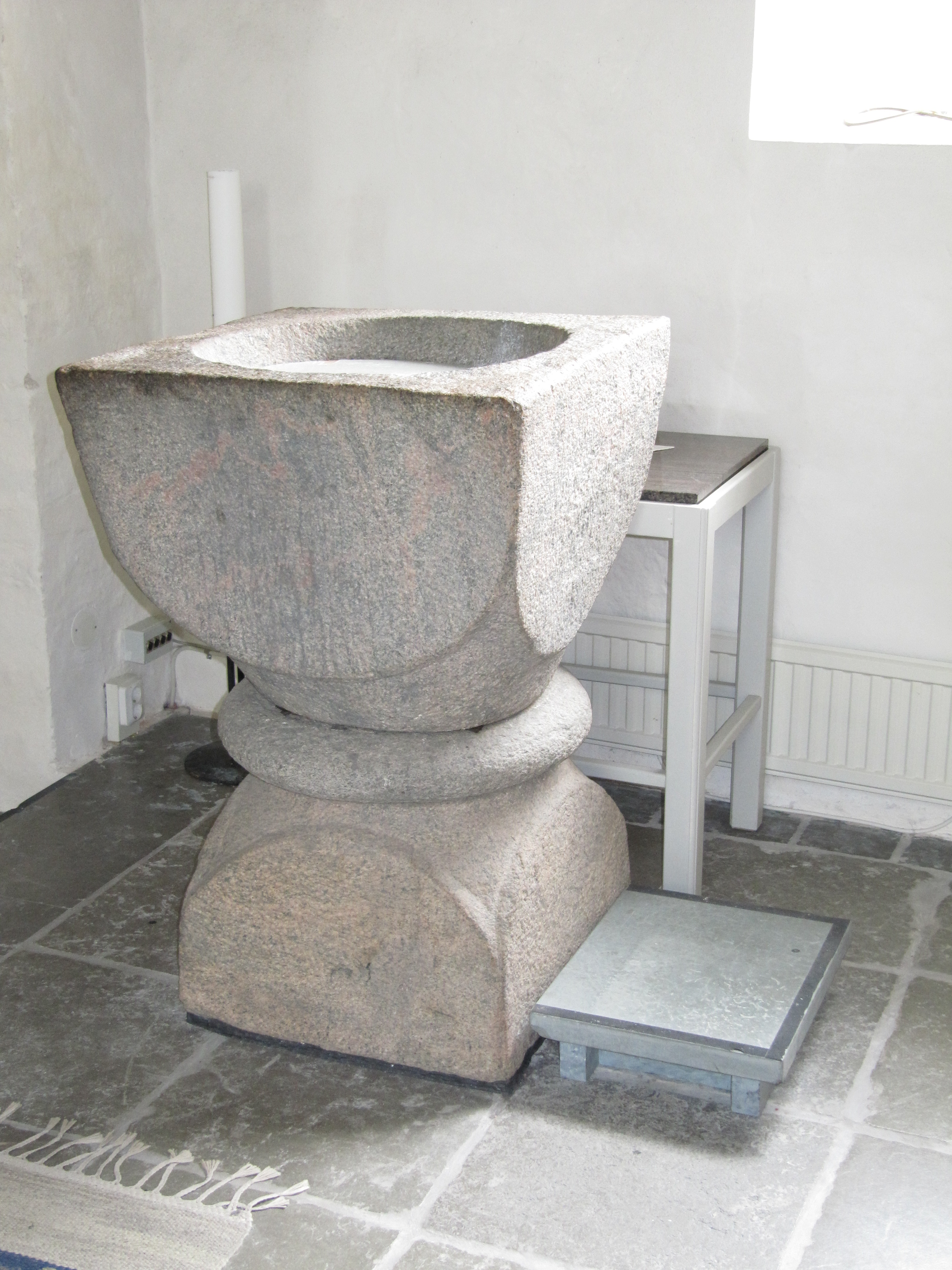
Dopfunten
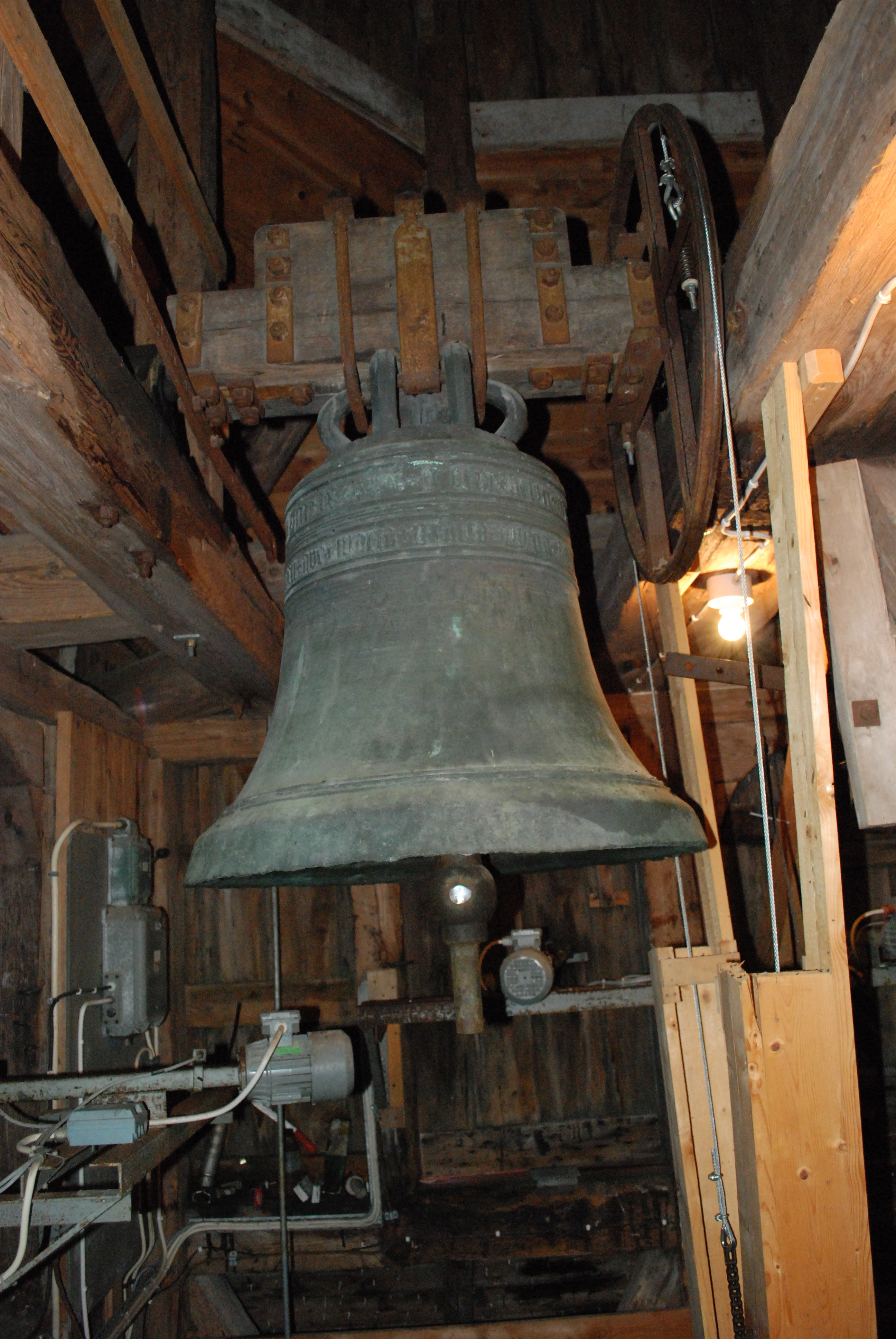
Storklockan från 1460
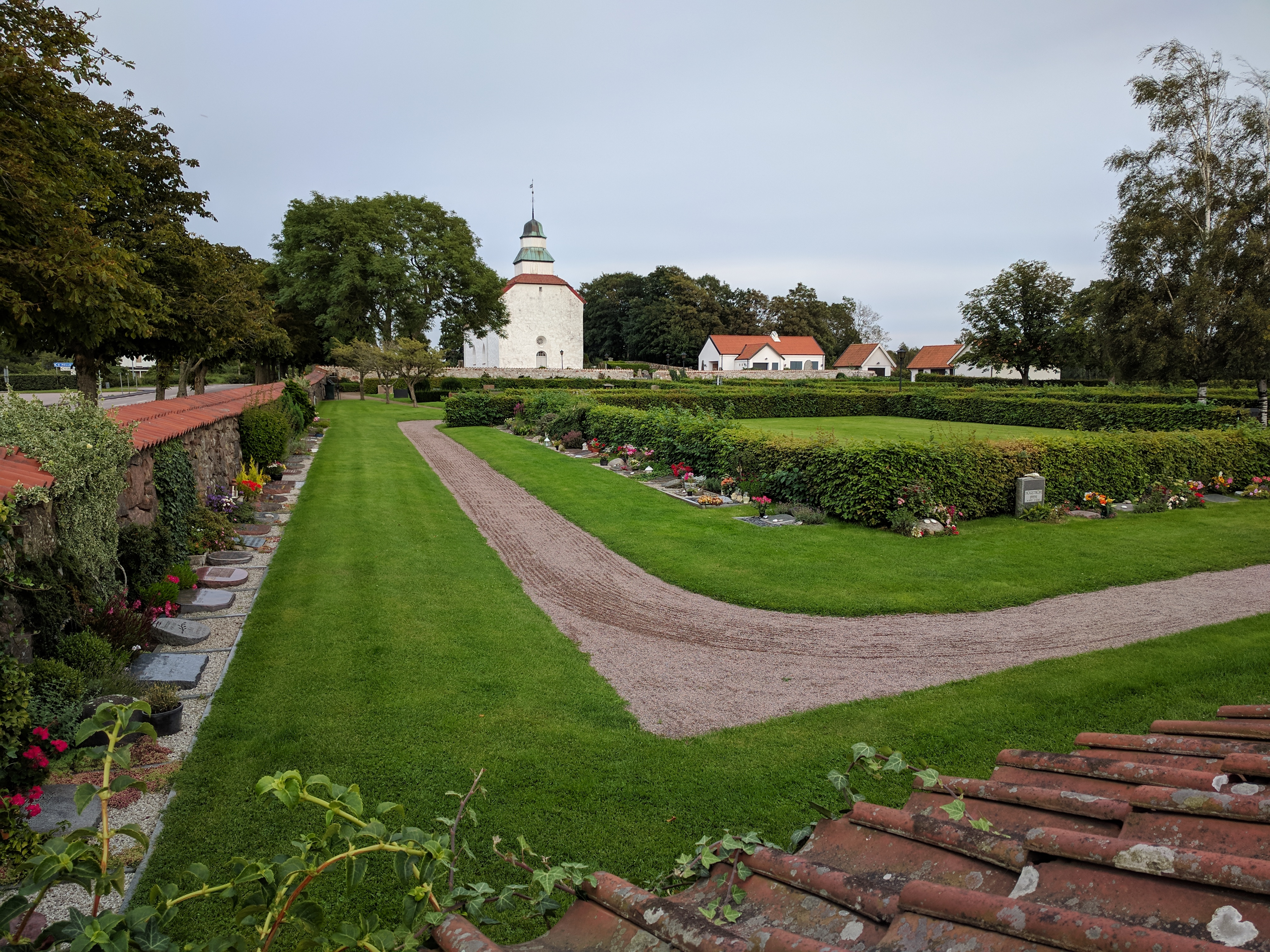
Kyrkogården med kyrkan och gravkapellet